# Tornasole

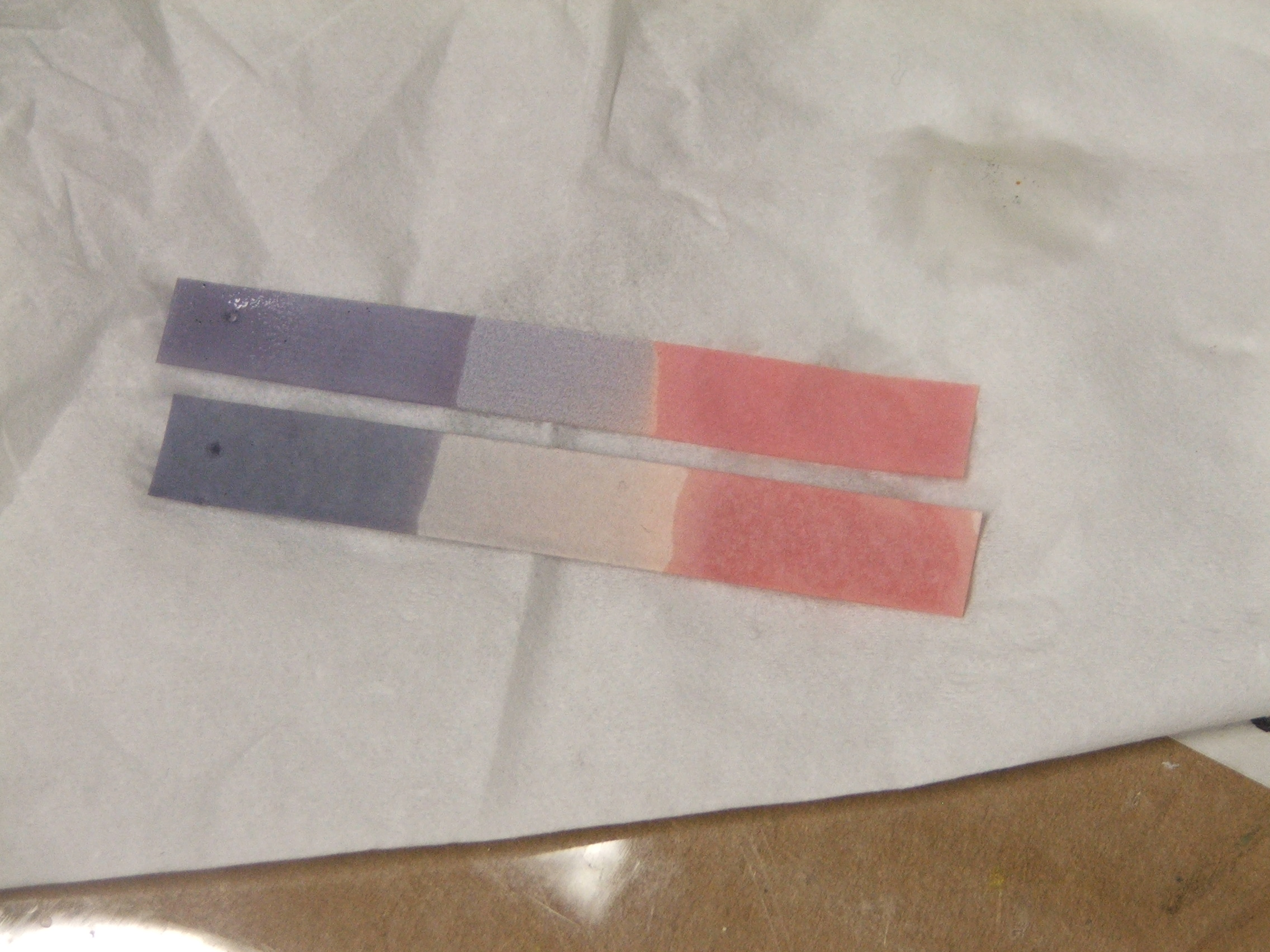
Cartine al tornasole

Il tornasole è un colorante di origine vegetale ottenuto come miscuglio di differenti sostanze coloranti estratte da licheni.
È solubile in acqua e viene di norma assorbito su carta da filtro per produrre uno dei più noti indicatori di pH: la cartina al tornasole. 
Vira al rosso in ambiente acido (pH < 4,4) e al blu in ambiente basico (pH > 8,0). 
Dal punto di vista chimico è una miscela complessa di varie sostanze, la principale è il 7-idrossi-2-fenazinone.

## Storia
La parola "tornasole" è un composto di tornare, nel senso antico di "girare, virare", e sole, probabilmente perché i primi composti di questo genere erano basati sul girasole.
Intorno al 1300 il medico spagnolo Arnaldo da Villanova iniziò a usare il tornasole per studiare gli acidi e le basi. 
Dal XVI secolo in poi, la tintura blu venne estratta da alcune specie di licheni, soprattutto nei Paesi Bassi.

## Fonti naturali
Il tornasole è presente in diverse specie di licheni e può essere estratto da diverse specie come Roccella tinctoria, Roccella fuciformis, Roccella pygmaea (Algeria), Roccella phycopsis, Ochrolechia tartarea, Variolaria dealbata, Ochrolechia parella, Parmotrema tinctorum e varie specie di Parmelia. 
Attualmente le fonti principali sono Roccella montagnei (Mozambico) e Dendrographa leucophoea (California).

## Meccanismo d'azione
Il tornasole rosso contiene un debole acido diprotico. Quando è esposto a un composto basico, gli ioni idrogeno reagiscono con la base aggiunta. La base coniugata formata dall'acido di tornasole ha un colore blu, quindi la cartina di tornasole rossa bagnata diventa blu in soluzione alcalina.
Data la sua capacità di cambiare colore in funzione del pH dell'ambiente in cui viene posto, trova utilizzo in chimica analitica come indicatore.
Viene utilizzato dai chimici, soprattutto su supporti costituiti da strisce di carta, le cosiddette cartine al tornasole che vengono immerse o poste a contatto con il campione da analizzare di cui si desidera conoscere l'acidità o l'alcalinità, ovvero conoscerne il pH.